# Ubort
Ubort (tiếng Nga và Ukraina: Уборть; tiếng Belarus: Убарць, Ubarts) là một sông chảy qua tỉnh Zhytomyr (Ukraina) và tỉnh Gomel (Belarus), là một phụ lưu hữu ngạn của Pripyat thuộc lưu vực sông Dnepr. Sông dài 292 kilômét (181 mi), có diện tích lưu vực là 5.820 kilômét vuông (2.250 dặm vuông Anh).
Sông Ubort có nguồn nước chủ yếu từ tuyết tan (~70%) và nước sông đạt đỉnh vào mùa xuân khi băng tuyết tan, thường là từ giữa tháng 3 đến đầu tháng 5, và duy trì mức nước đều nhưng thấp hơn vào mùa hè. Sông có thể bị đóng băng ngay từ giữa tháng 11 hoặc tan băng ngay từ giữa tháng 2 hoặc phải đến giữa tháng 4.

## Dòng chảy
Ubort khởi nguồn tại vùng đồi phía nam làng Andreyevichi thuộc tỉnh Zhytomyr. Từ trên độ cao 207 m, nó sau đó nhận nước từ các suối nhỏ phía tây vùng đồi Simony và phía bắc vùng đồi Marynivka. Sông chảy về phía bắc qua Yemilchyne và Olevsk, sau đó qua biên giới sang Belarus gần Borovoye (Баравое). Sông sau đó chảy theo hướng đông bắc và bắc qua Lelchytsy và Moiseyevichi, trước khi đổ vào Pripyat tại Pyetrykaw. Cửa sông nằm trên độ cao 120 m so với mực nước biển.
Trên lãnh thổ của Belarus, Ubort có chiều dài 126 km và diện tích lưu vực là 1910 km².

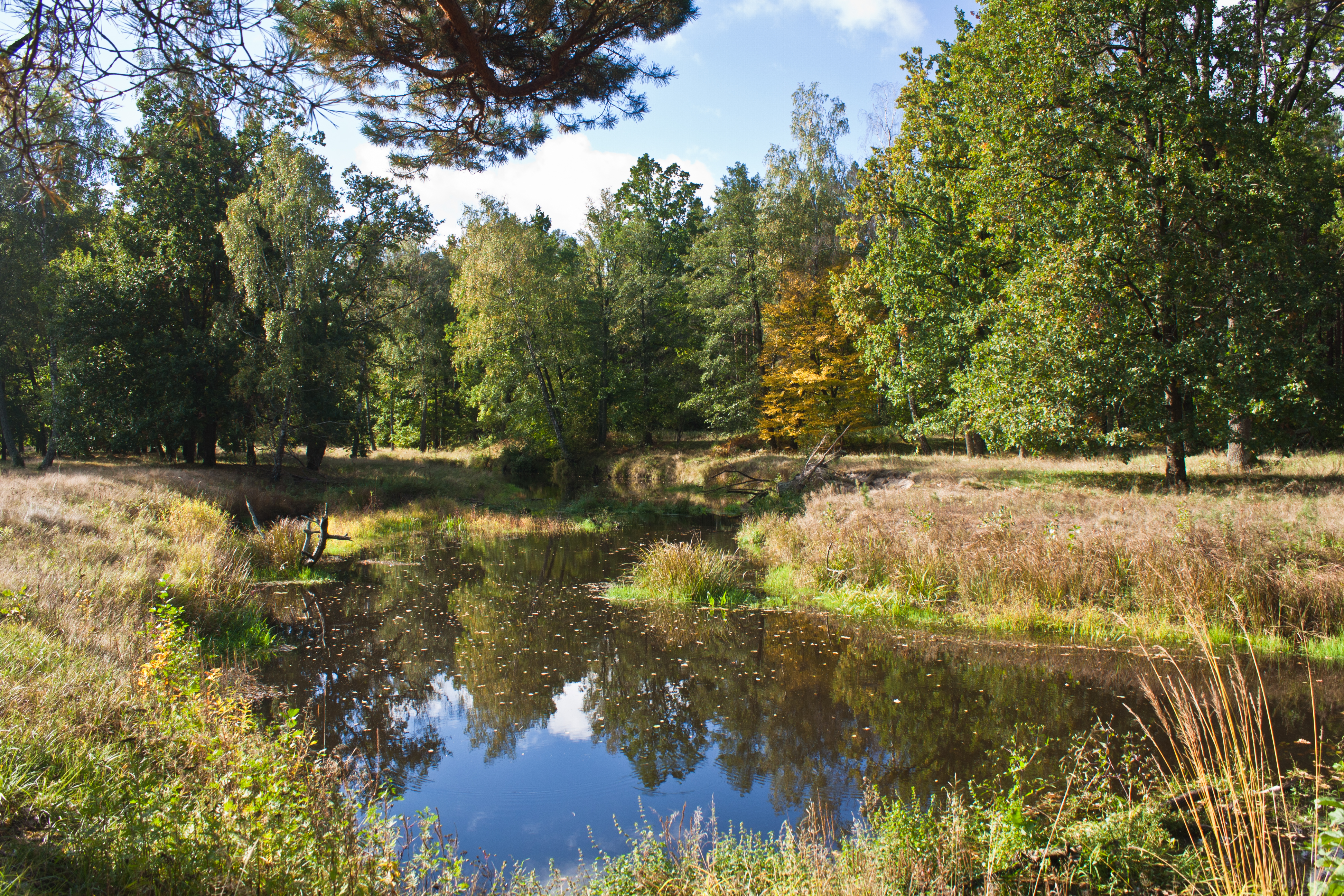
Sông Ubort gần thành phố Olevsk, tỉnh Zhytomir

Các phụ lưu chính của sông Ubort là Perha (Перга) dài 67 km có cửa sông tại 51°24′0″B 027°52′57″Đ / 51,4°B 27,8825°Đ thuộc Ukraina, và Svidovets dài 58 km Svidovets (Свидовець) có cửa sông tại 51°42′55″B 028°17′28″Đ / 51,71528°B 28,29111°Đ thuộc Belarus. Các phụ lưu hữu ngạn khác: Berestok, Mala Hlumcha, Brovnyk, Zol'nia, Kam'yanka, Hlyboka Velyka, Radorobel', Yurivka, Lyads'ka, Hlushkovyts'kyi, Neresnya, Lytosha, Vyhoshcha, Slipcha. Các phụ lưu tả ngạn khác: Vershyna, Mokryshka, Telyna, Zroven'ka, Uhlya, Radcha, Kyshyns'ka, Mudrych, Zamlykiv, Lybozhada, Mutvytsya, Pohranychna, Sylets', Plotnytsya, Vishalka, Zhmurnia, Moloda, Ostrozhanka.
Chiều rộng sông trung bình là 10–15 m, có độ dốc thấp và độ cao chỉ giảm 87 m trên chiều dài 292 km của sông. Kết quả là một sông uốn khúc với nhiều đầm lầy và hồ móng ngựa. Diện tích lưu vực sông là 5.820 kilômét vuông (2.247 dặm vuông Anh). Tốc độ dòng chảy trung bình năm tại cửa sông Ubort là 24,4 m/s.

## Lịch sử
Tên sông được ghi trong tiếng Latin  là Hubort theo một ván bản khảo sát vào năm 1412. Một số bản đồ vào thế kỷ 17 và 18 đánh dấu nó là Олевская (Olevskaya) hoặc bằng tiếng Ba Lan Olewsko, gọi theo thị trấn Olevsk. Nguồn gốc của tên gọi Ubort chưa rõ ràng, nhưng dường như liên quan đến việc sử dụng các tấm ván (ubort) để làm cây giả cho ong mật.
Vào tháng 7 năm 1941, khoảng 30 đến 40 người Do Thái từ Olevsk bị đưa đến sông Ubort, tại đây họ bị làm nhục và tra tấn; một số người bị sát hại.

## Sách
- Khvagina, T. A. (2005). Polesye: from the Bug to the Ubort' (bằng tiếng Belarus, Nga, và Anh). Minsk: Vysheysha shkola. ISBN 985-06-1153-7.
- Gerlach, Thomas (2009). Ukraine: Zwischen den Karpaten und dem Schwarzen Meer (Ukraine: Between the Carpathians and the Black Sea) (bằng tiếng Đức). Berlin: Trescher. ISBN 978-3-89794-152-6.